# Pieds-noirs
Pieds-Noirs (singular: pied-noir) desemnează un grup etnic de origine europeană din Algeria franceză folosit sinonim pentru un repatriat din Algeria și prin generalizare din Africa de Nord până la independență în 1956 pentru protectoratul francez al Marocului și a Tunisiei și până în 1962 în Algeria franceză, în majoritate expulzați și repatriați ca refugiați în Franța.

## Origini
Termenul pied-noir cu sens de "picioare negre" are o origine incertă. Ipotezele sunt mai mult sau mai puțin speculative, așa fiind încălțămintea neagră a unor militari sau coloniști, picioare înnegrite de mâlul mlaștinilor lucrate pentru cultivare sau de praful de cărbune la fochiștii algerieni în jargonul marinarilor. Explicațiile sunt false, denumirea fiind rareori atestată dinainte de 1955 în Alger. Alții susțin apariția în Maroc.

## Denumiri
Algerienii de origine europeană se considerau algerieni în relație cu Franța Metropolitană (europeană), dar europeni față de populația indigenă arabă sau berberă. Prin apariția și dezvoltarea naționalismului algerian între 1930 și1950, termenul algerian a fost adoptat ca autodenumire de arabii și berberii din Algeria și prin mijlocul anilor 1950, comunitățile de origine europeană creștină și unele comunități de origine evreiască au început să se autodenumească pieds-noirs. Unele grupuri de evrei resping vehement acest termen. 

## Rasism violent la repatriere din Algeria
Naționaliștii indigeni au folosit denumirea ca înjurătură. La independență, autoritățile franceze s-au retras într-un mod neregulat și comunitatea a pierdut proprietatea și accesul la toate documentele. Pieds-noirs din Algeria au fost expropriați, masacrați și expulzați din Algeria cu expresia valiza sau sicriul. 
Au venit săraci și disperați pe vapoare supraîncărcate la Marsilia în vara anului 1962 și au fost primiți cu pancarte ostile (« les pieds-noirs à la mer ») prin initiațiativa sindicatului CGT. Cam 20 % au fost jefuiți de francezi. Mulți și-au ascuns identitatea folosind pseudonime. 

## Structura populației
S-au integrat rapid. Majoritatea de pieds-noirs au fost muncitori sau aparțineau micii burghezii. Populația era de 85 % urbană, de mici negustori, mici funcționari sau meșteșugari cu venitul mediu sub15 % a unui francez metropolitan, rareori cu o școlarizare peste nivelul primar. Numai 5 % erau agricultori proprietari și latifundiarii mari se numărau la degetele unei mâini.
Institutul francez IFOP considera în 2012 3,2 millioane de descendenți de pieds-noirs.
Considerând exemplul unui copil pied-noir născut în 1962 cu o viață de 120 ani se ajunge la stingerea grupului etnic în 2082.

## Pieds-noirs faimoși
- Louis Althusser, filozof
- Albert Camus, filozof și scriitor
- Claudia Cardinale, actriță
- Alain Chabat, actor
- Jacques Derrida, filozof
- Louis Franchet d'Esperey, general
- Annie Fratellini, clovn
- Tony Gatlif, regizor de film
- Marlène Jobert, actriță
- Jean-François Larios, fotbalist
- Enrico Macias, cântăreț
- Guy Mardel, cântăreț
- René Georges Charles Mariotti, arhitect, inventator și antreprenor
- Jean Pélégri, scriitor
- Emmanuel Roblès, scriitor
- Yves Saint-Laurent, creator de modă
- Roland C. Wagner, scriitor de literatură științifico-fantastică